# Grand Hotel de l'Empereur
Grand Hotel de l'Empereur, officieel Amrâth Grand Hotel de l'Empereur, is een hotel in het centrum van de Nederlandse stad Maastricht. Het hotel is gelegen aan het Stationsplein in het stadsdeel Wyck. Het viersterrenhotel, onderdeel van de hotelketen Amrâth Hôtels, is ondergebracht in een eclectisch gebouw met art-nouveau-invloeden en twee moderne aanbouwen tegenover het station Maastricht. Het oorspronkelijke gebouw uit 1902 is een rijksmonument.

## Geschiedenis
Vanaf 1882 werd op de voormalige vestingwerken van Wyck het stratenplan van de nieuwe Stationsbuurt uitgelegd. De bebouwing van de hoekkavels aan de hoofdstraten moest aan strikte voorwaarden voldoen, zoals minimale bouwhoogte en afgeschuinde hoeken. Dat gold zeker voor de hoekbebouwing van de 'Percée' (Stationsstraat) tegenover het nog te bouwen station, die immers vanaf 1915 de entree van de stad zou vormen. Op de zuidoostelijke hoek liet de ondernemer Frederik Regout omstreeks 1900 een eclectische villa met een achtkantige hoektoren en een uivormige koepel bouwen. De andere hoekkavel kwam in het bezit van Ernest Bosch, eigenaar van de Wyckse Stoombierbrouwerij De Keyzer. Deze kreeg in 1901 toestemming om hier een grand hotel te vestigen, dat de naam kreeg van het door Bosch geproduceerde Keyzerbier (Frans: empereur = keizer). Hij gaf de ontwerpopdracht aan de van oorsprong Rotterdamse architect Jacobus van Gils, die omstreeks die tijd in Maastricht woonde en directeur van het Stadsteekeninstituut was. Van Gils tekende het hotel in een aangepaste vorm van de toen gangbare art nouveau of jugendstil. De aannemer was Houx & Reggers uit Maastricht en de bouwopzichter was Ramaekers uit Geleen. De bouw vond plaats van 1901 tot 1903. De opening kon al in september 1902 plaatsvinden.
Brouwerij De Keyzer was eigenaar, maar exploiteerde het pand niet zelf. De eerste huurder was F. Waelen, die er een hotel met casino in vestigde. Hij werd opgevolgd door de hotelier H. van Egerschot. In 1938 verkocht de brouwerij het hotel aan de familie Beyersbergen, die tot de jaren 1990 eigenaar bleef. In 1997 werd het hotel overgenomen door de ondernemer G. van Eijl. Het hotel was daarna enkele jaren lid van de hotelketen Best Western, voordat het omstreeks 2002, samen met Hotel Du Casque, werd ondergebracht in de Amrâth Group van de familie Van Eijl.
De eerste uitbreiding aan de kant van de Parallelweg vond eind jaren 1980 plaats. Van 2002 tot 2006 vond een algehele renovatie en uitbreiding van het hotel plaats, waarbij ook de historische gevel werd gerestaureerd en gereinigd. In 2004 werd de tweede uitbreiding opgeleverd, die op het terrein van de remise en het kantoor van Stadsbus Maastricht was gerealiseerd. Hierdoor steeg het aantal kamers van 80 naar 150. Tevens werden vergaderfaciliteiten, kantoorruimtes en een hoteltuin (aan de achterkant) gerealiseerd. In 2016 werd alle hotelkamers opnieuw ingericht. In 2018 werd de inrichting van het restaurant vernieuwd.

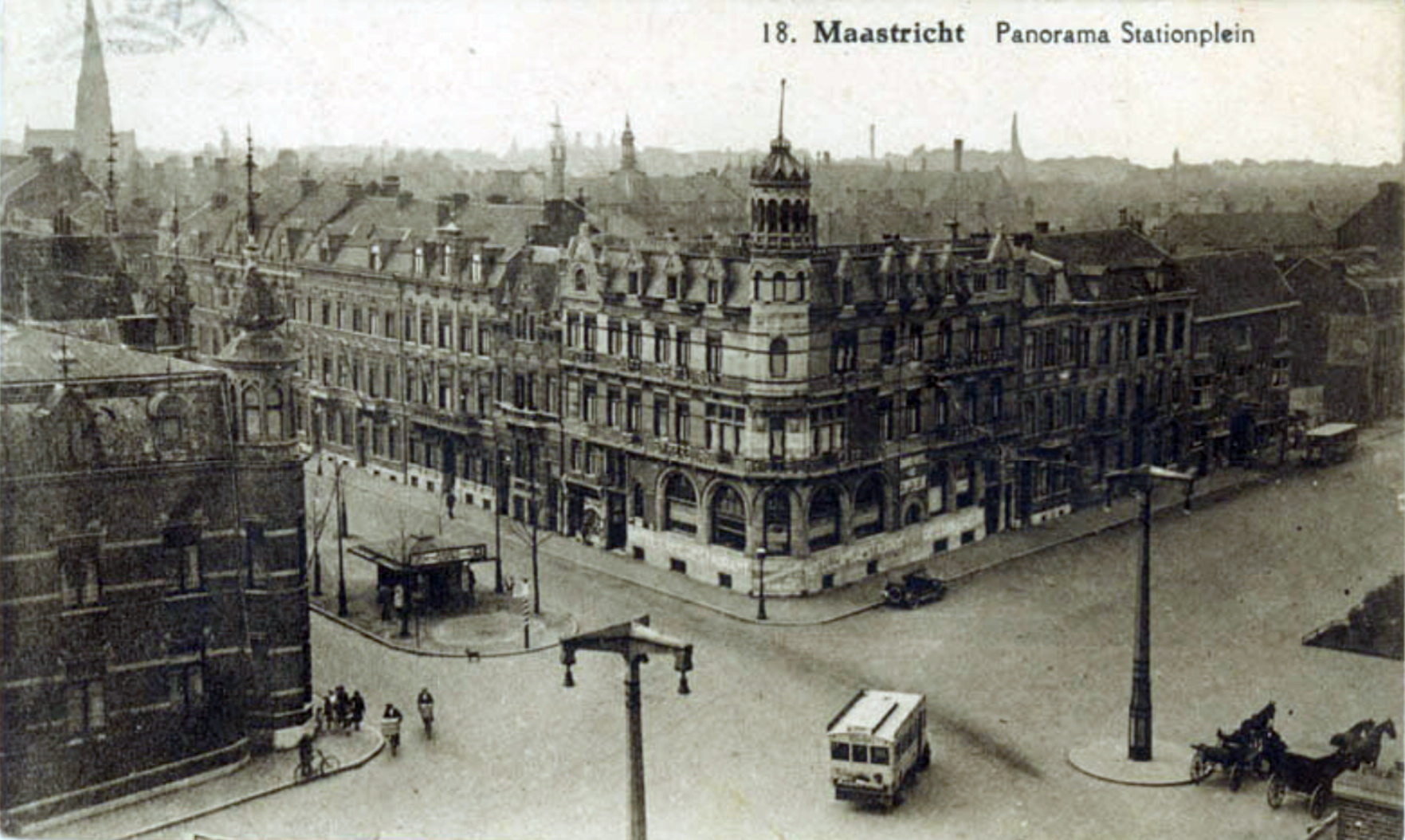
Wycker entree met markante hoektorens, ca. 1920
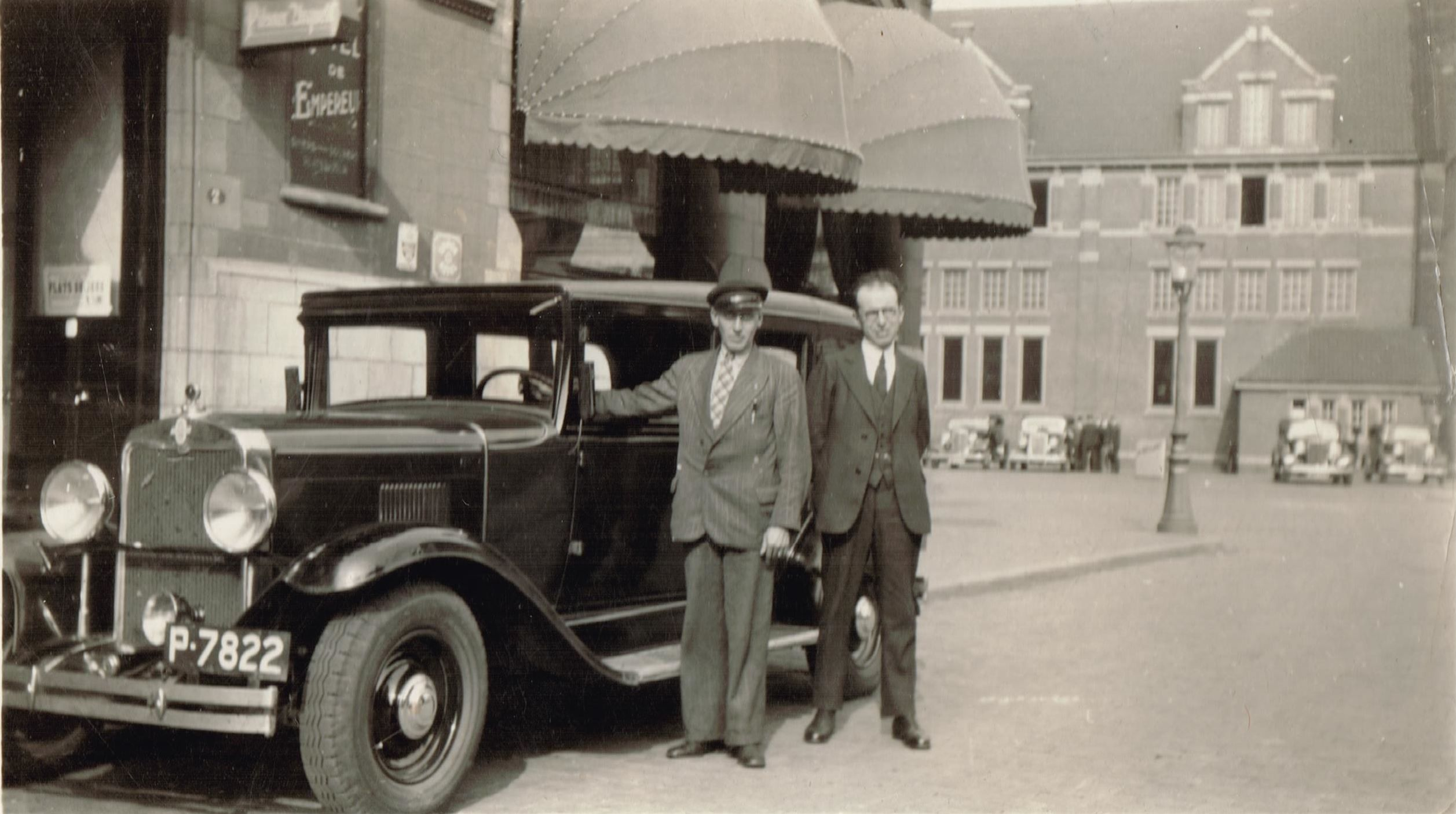
Hotelgast Auguste Piccard met auto en chauffeur, 1930
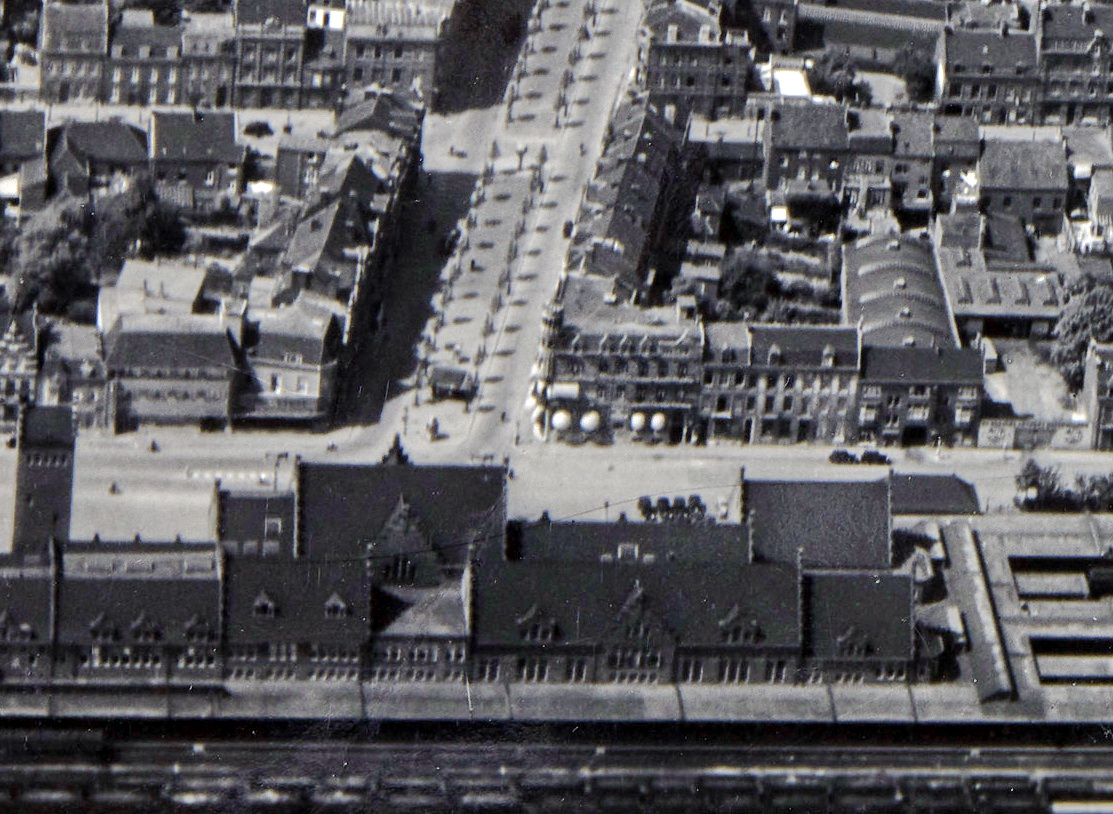
Luchtfoto station en Wycker entree, ca. 1935
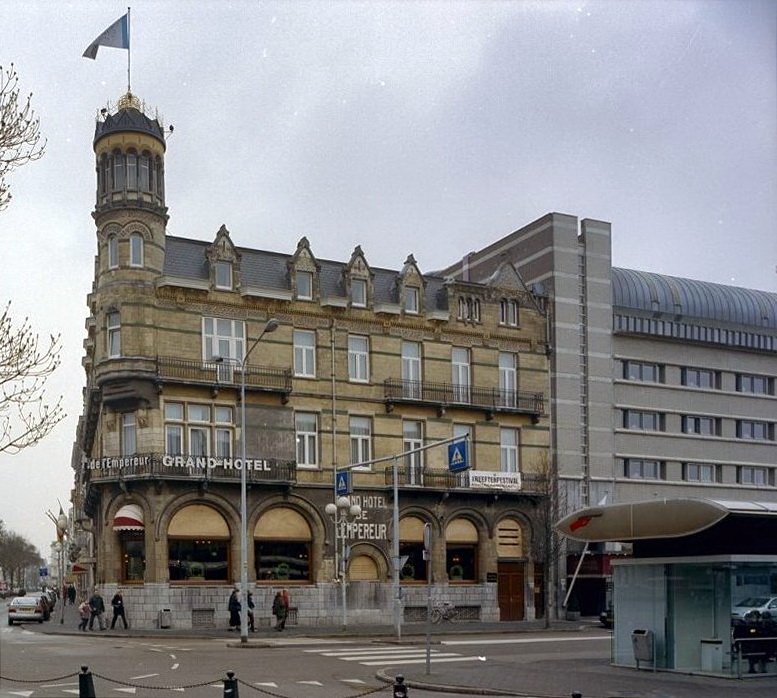
Hotel met eerste uitbreiding, 2001

## Beschrijving

### Exterieur

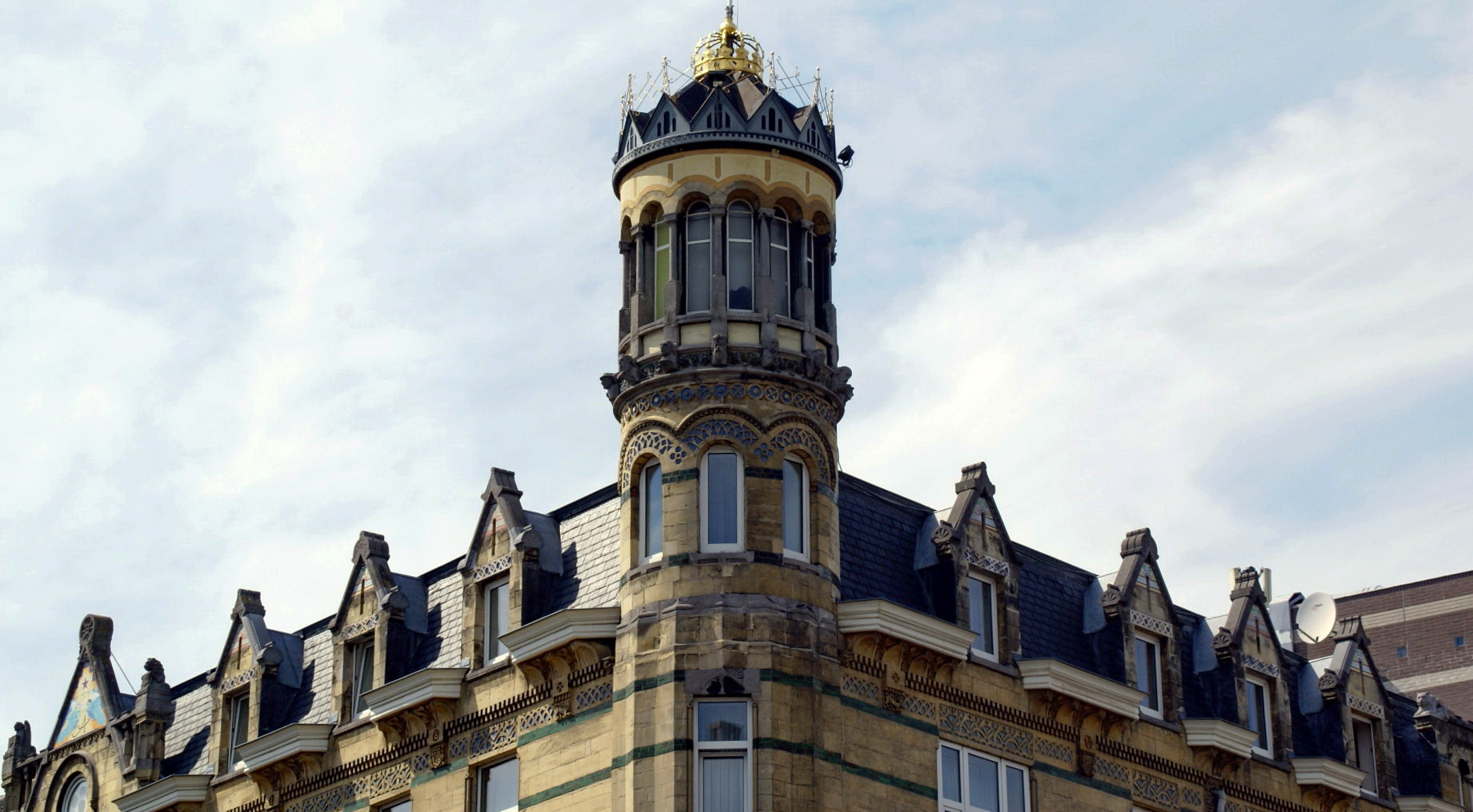
Puntgevels en erkertoren, 2010

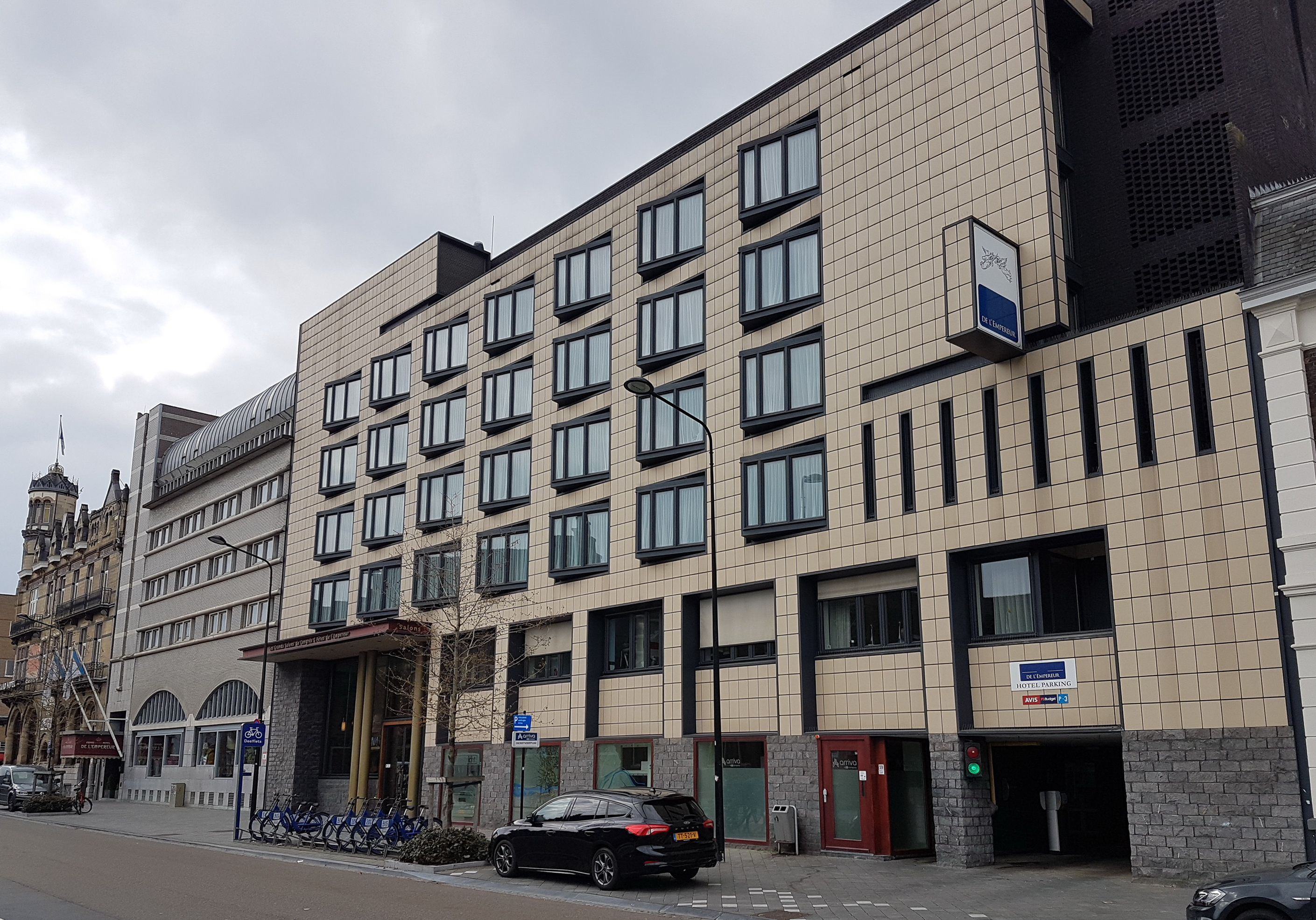
Nieuwbouwvleugels Parallelweg, 2021

Het historische, L-vormige hoekpand, ontworpen door Van Gils, bestaat uit een souterrain, drie bouwlagen en een zolderverdieping met een afgeplat mansardedak, afgedekt met een leien maasdak. De afgeschuinde hoek gaat over in een ronde hoek- of erkertoren, die rijk versierd is met gebeeldhouwde koppen en reliëfs. Boven de twaalf boogjes van de vensterarcade zijn mozaïeken aangebracht, die provinciewapens voorstellen. Het torentje heeft een koepeldak met bekroning. De vergulde keizerskroon zou verwijzen naar brouwerij De Keyzer, de oorspronkelijke eigenaar van het pand.
De gevel van Sibber mergelsteen rust op een hardstenen plint en is versierd met diverse zandstenen ornamenten, zoals geprofileerde vensteromlijstingen en gebeeldhouwde consoles onder de bakgoten. De gele mergel wordt onderbroken door banden van groene geglazuurde bakstenen. De doorlopende balkons hebben smeedijzeren balustrades. Onder de dakrand en boven de vensters lopen friezen met Moors aandoend ajourwerk. Bijzonder zijn de puntgeveltjes met tegeltableaus. De buitenste daarvan zijn extra breed en worden geflankeerd door hardstenen leeuwen op zuiltjes.
De gevelindeling aan de Stationsstraat en de Parallelweg is niet identiek. Aan eerstgenoemde straat bevindt zich links de ingang van het café-restaurant. Rechts daarvan is een ondiepe nis in de gevel aangebracht, waarin de menukaart kan worden getoond; links is een vrij onopvallende winkelpui. Aan de Parallelweg bevindt zich rechts de voormalige leveranciersingang. Tussen de twee ingangen bevinden zich de zeven grote ramen van het café-restaurant, alle met rondbogige bovenlichten met glas in lood. Het voor de treinreizigers bedoelde gevelopschrift "Grand Hotel de L'Empereur" is aangebracht boven een laag rondboogvenster aan de Parallelweg. De balkongalerijen boven dit opschrift zijn onderbroken. De sterk gewijzigde achtergevel is door aanbouwen grotendeels onzichtbaar.
De uitbreiding van 1987-1988 aan de Parallelweg, grenzend aan het monumentale hoekpand, is een ontwerp van Fred Humblé van architectenbureau Boosten. Dezelfde architect ontwierp enkele jaren later de pui van Stationsstraat 8, het belendende pand om de hoek. De gebogen vorm van de overkapping echode de toenmalige overkapping van het busstation (Van Bunningen & Köhlen, 1985). Een smal en hoger volume maakt een duidelijke scheiding tussen het oude en nieuwe gedeelte. In dit deel bevindt zich de nieuwe hotelingang. De enige versiering van de grijze baksteengevel bestaat uit horizontale lijsten, die min of meer corresponderen met het oude gebouw. De aansluitende uitbreiding van 2003-2004 lijkt nauwelijks hoger, maar telt tien bouwlagen. De onderste drie herbergen een ondergrondse parkeergarage voor 88 auto's. Daarboven bevinden zich twee verdiepingen met vergaderzalen en kantoren (voor Arriva, de opvolger van Stadsbus Maastricht). De bovenste vijf verdiepingen bevatten 69 hotelkamers. De gevel is bekleed met zachtgele beplating, die verwijst naar de mergelgevel van het oude pand. Onder een grote luifel bevindt zich de ingang van het vergadercomplex ('Les Grands Salons de Congrès & Fêtes de l'Empereur'). Helemaal rechts is de dienstingang en de toegang tot de hotelparking.

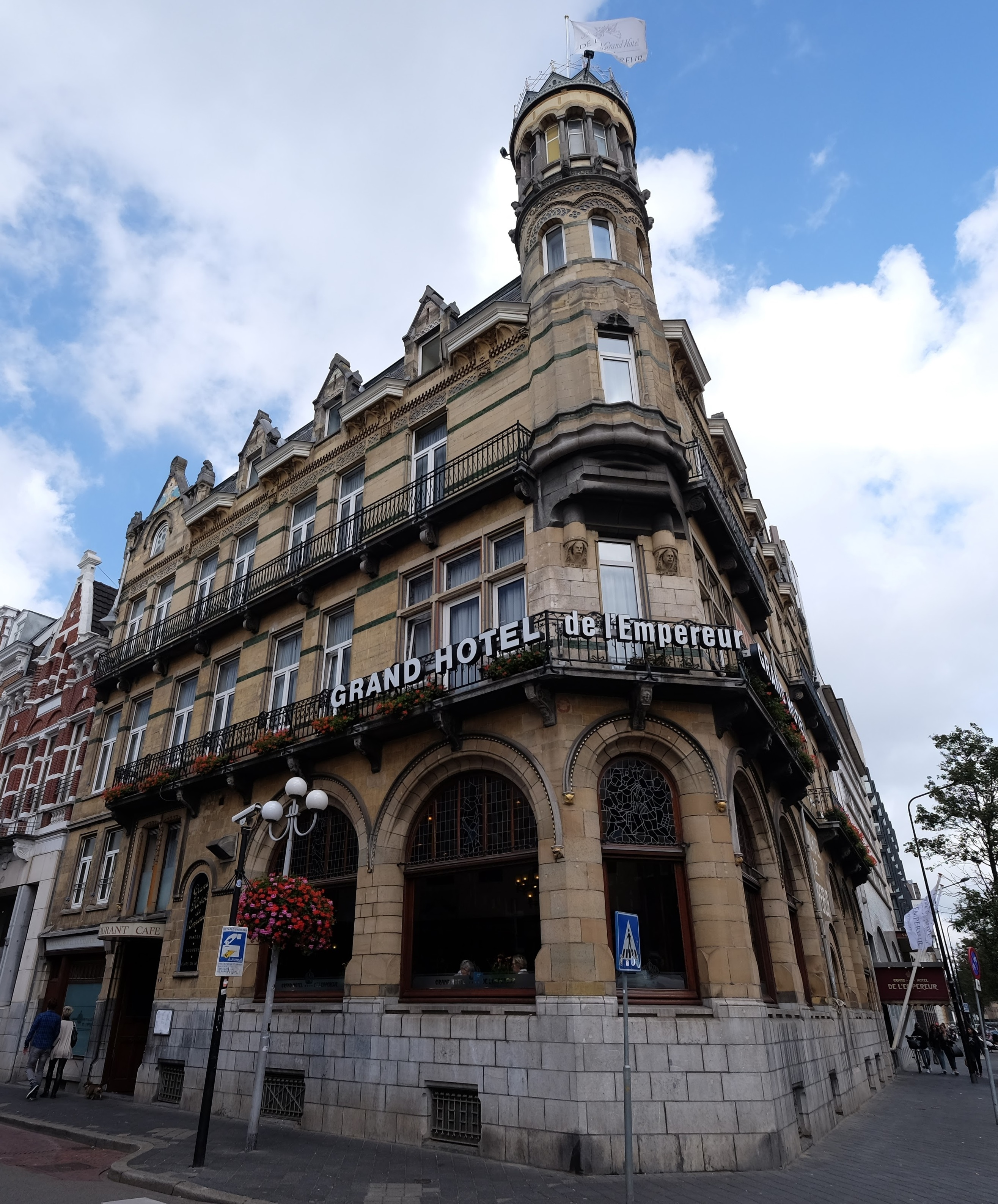
Overzicht hoekpand
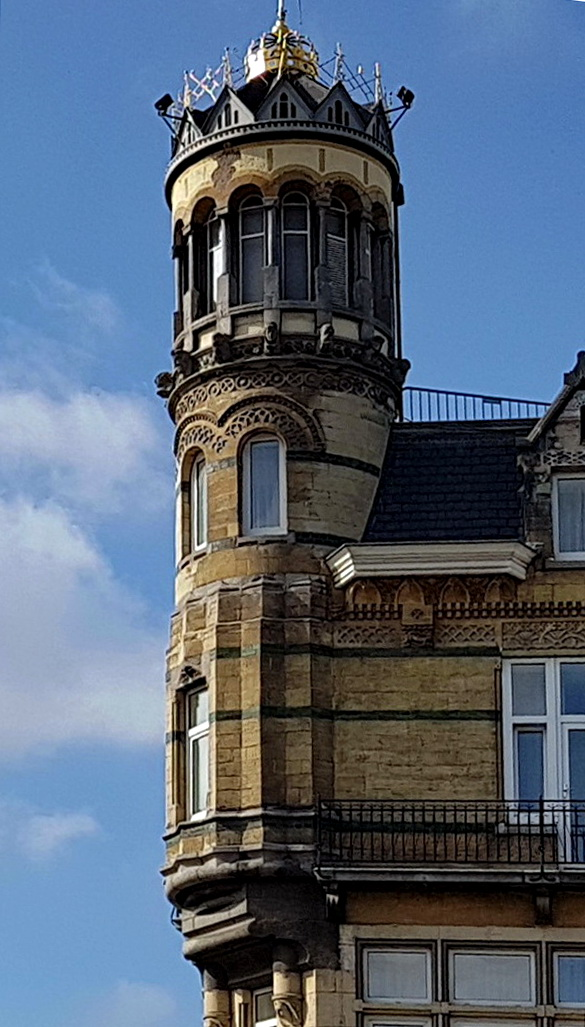
Erkertoren
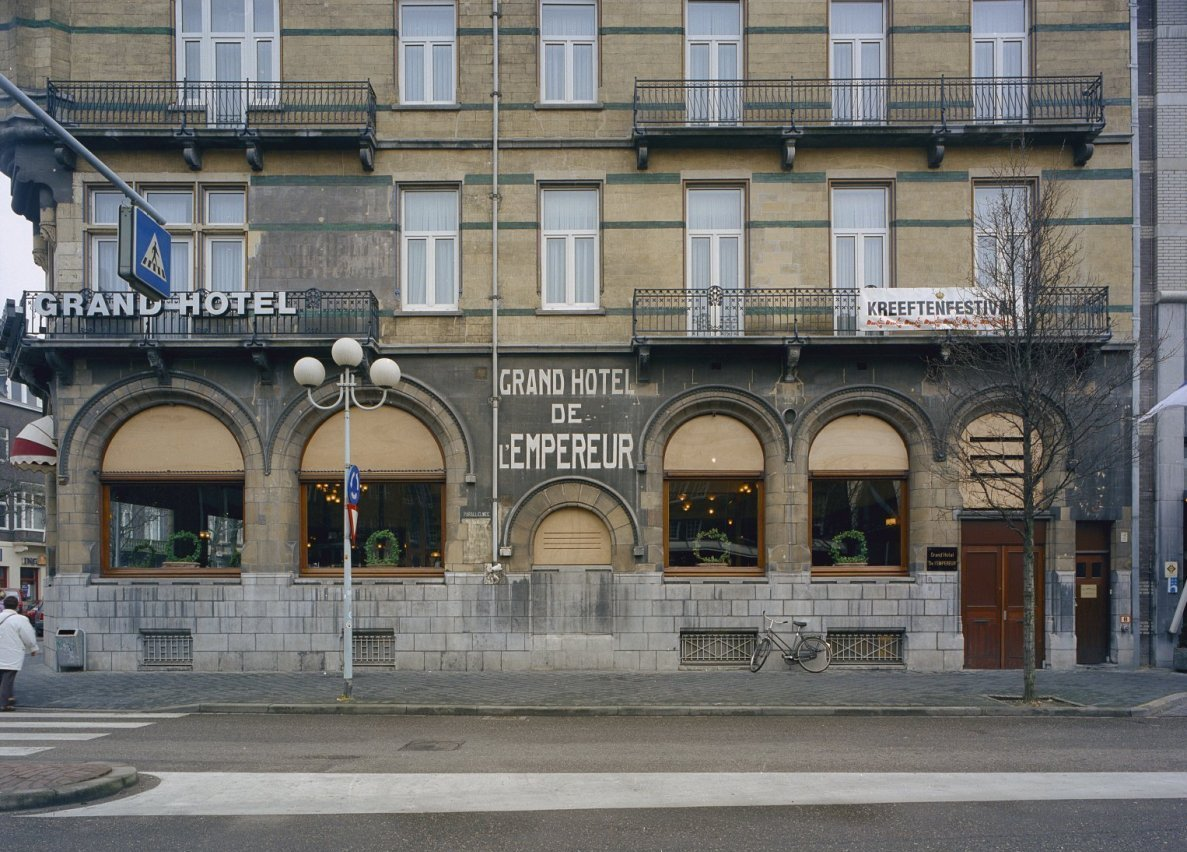
Oude gevel Parallelweg
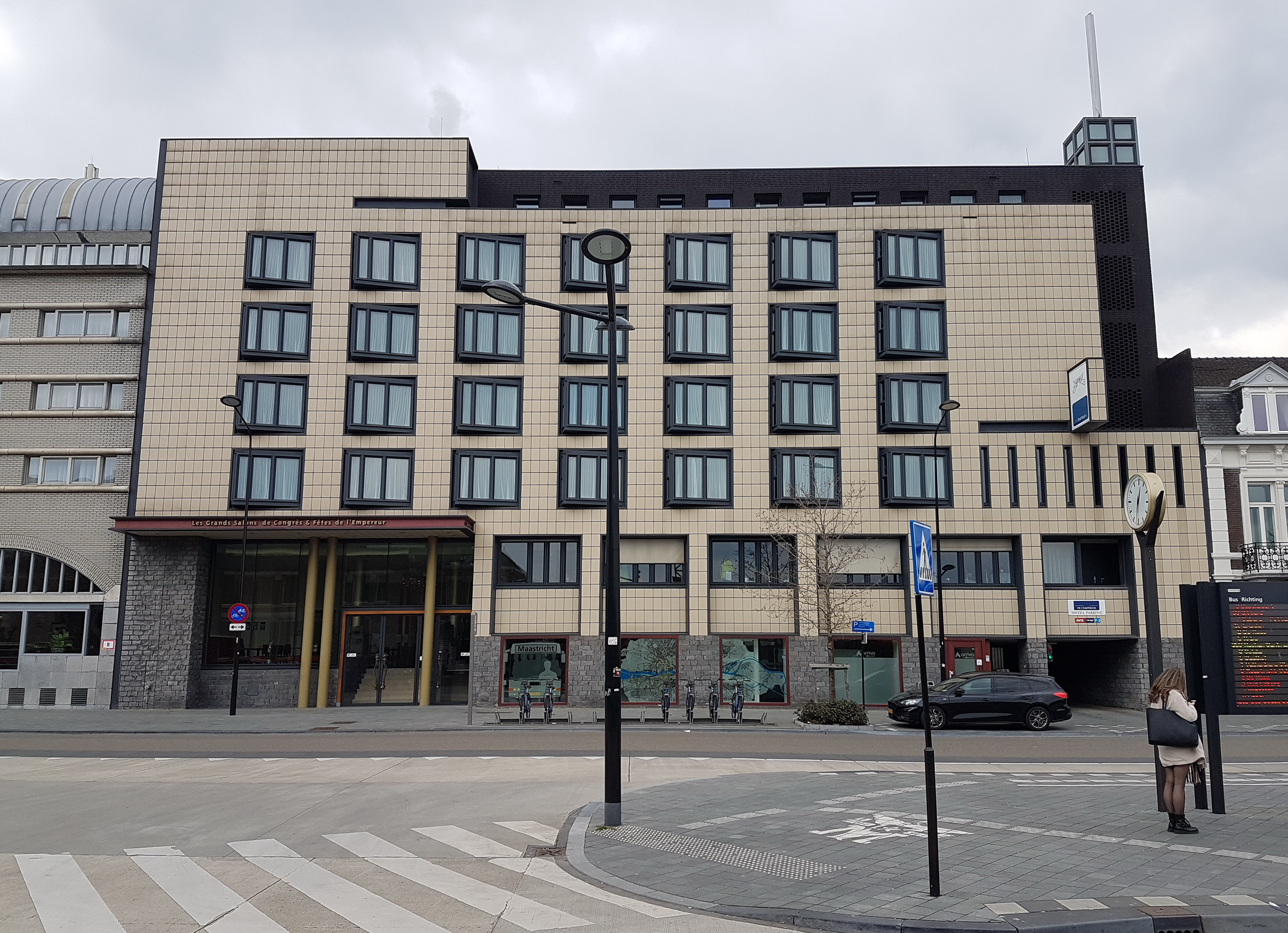
Nieuwbouw Parallelweg

### Interieur
De indeling van het interieur is meermaals gewijzigd en heeft geen monumentale waarde. In het restaurant op de bel-etage van het hoekpand is de sfeer van weleer nog het meest bewaard gebleven, vooral door de hoge ramen met gebrandschilderde voorstellingen van het Maastrichtse carnaval, in 1946 vervaardigd door Frans Slijpen.
In het nieuwere gedeelte bevindt zich onder andere de hotellobby en de ontbijtzaal. Het hotel heeft zeven vergaderzalen met een gezamenlijke capaciteit van circa 1000. De 'ballroom' is een moderne feestzaal over twee verdiepingen met een bar en een mezzanine. In het souterrain van de nieuwbouwvleugels bevinden zich een parkeergarage en een zwembad. De kamers zijn ingericht in standaard-hotelstijl met alleen in het meubilair een hint naar de art nouveau.

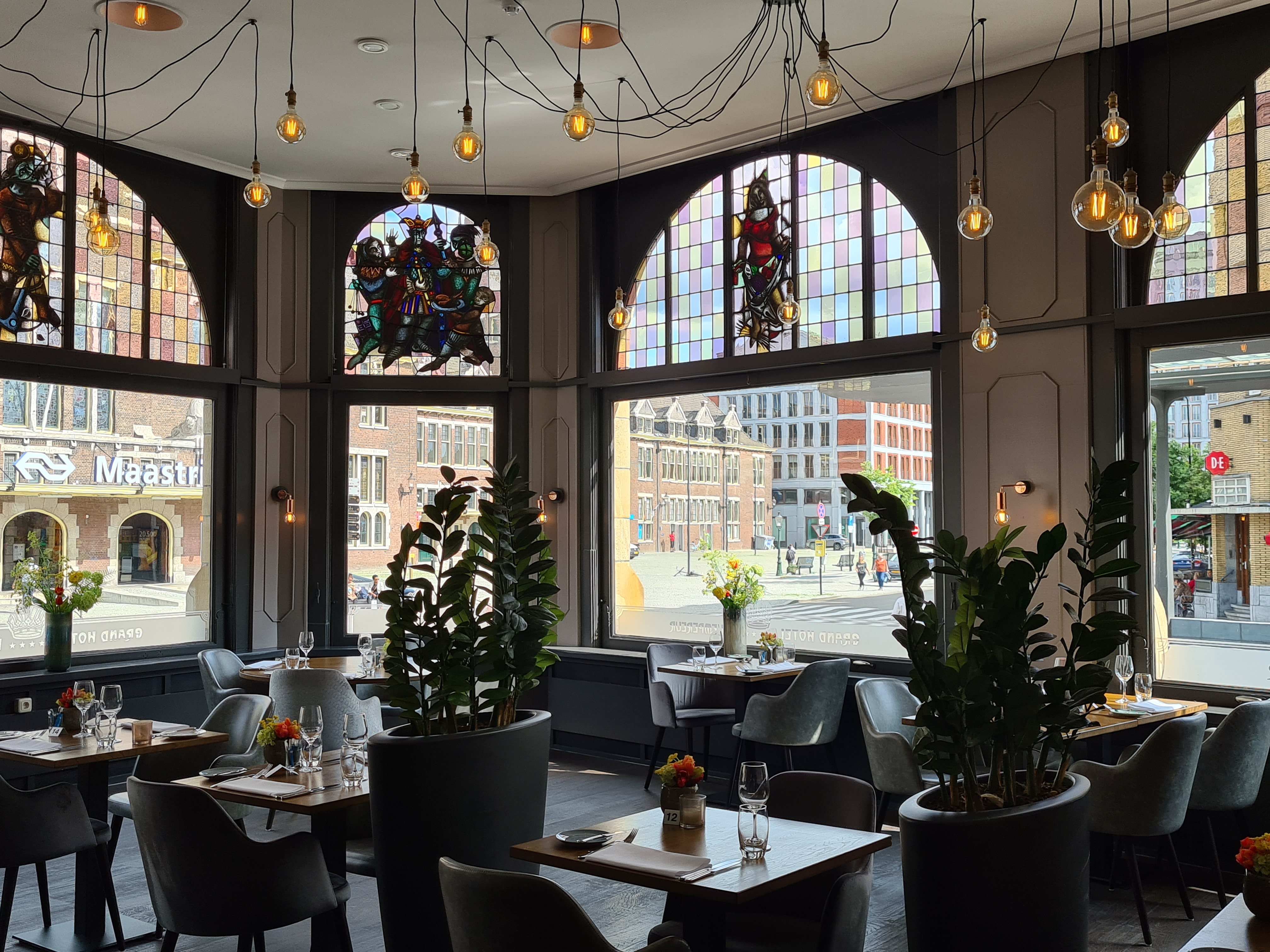
Restaurant
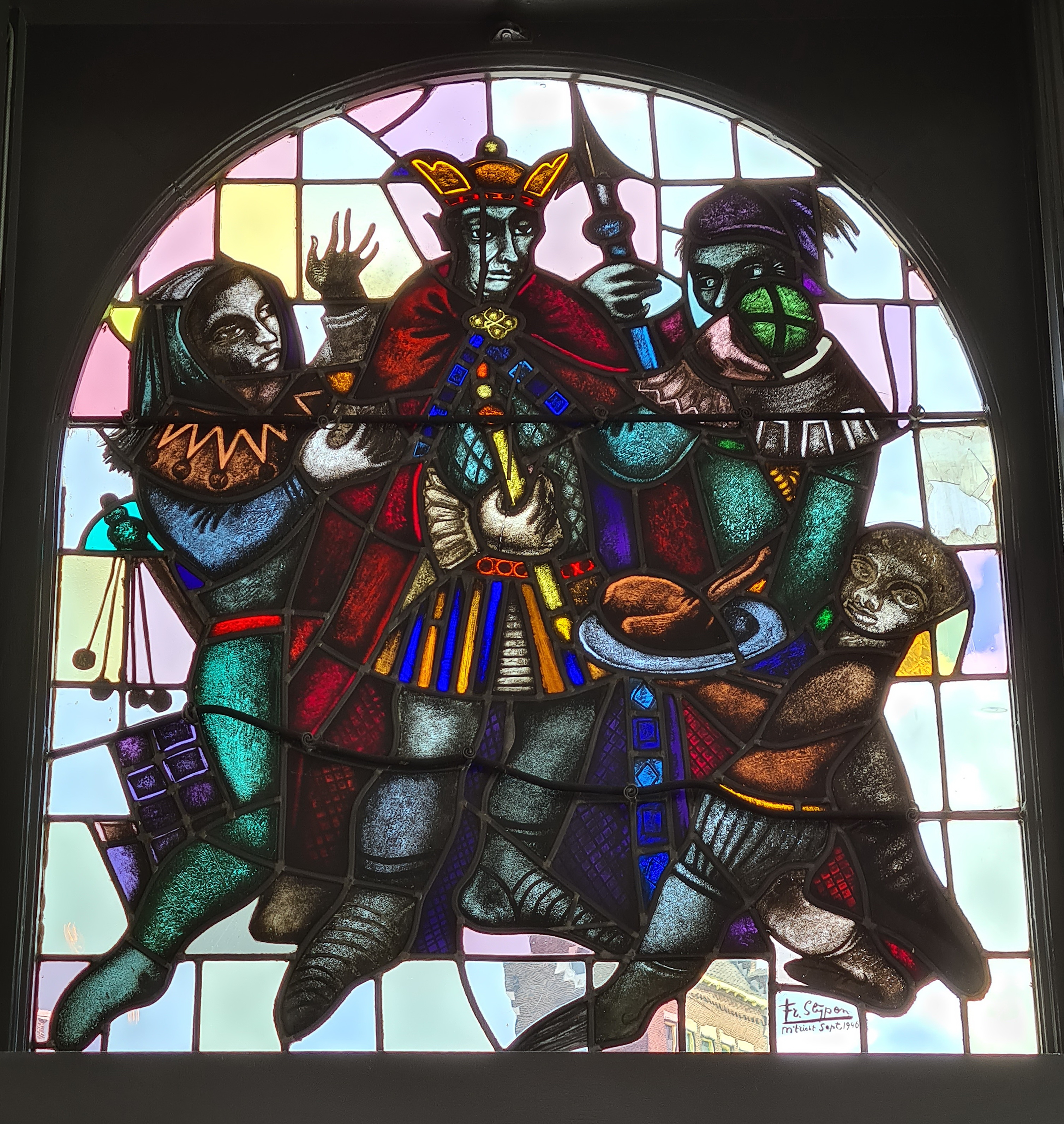
Detail glas-in-loodraam
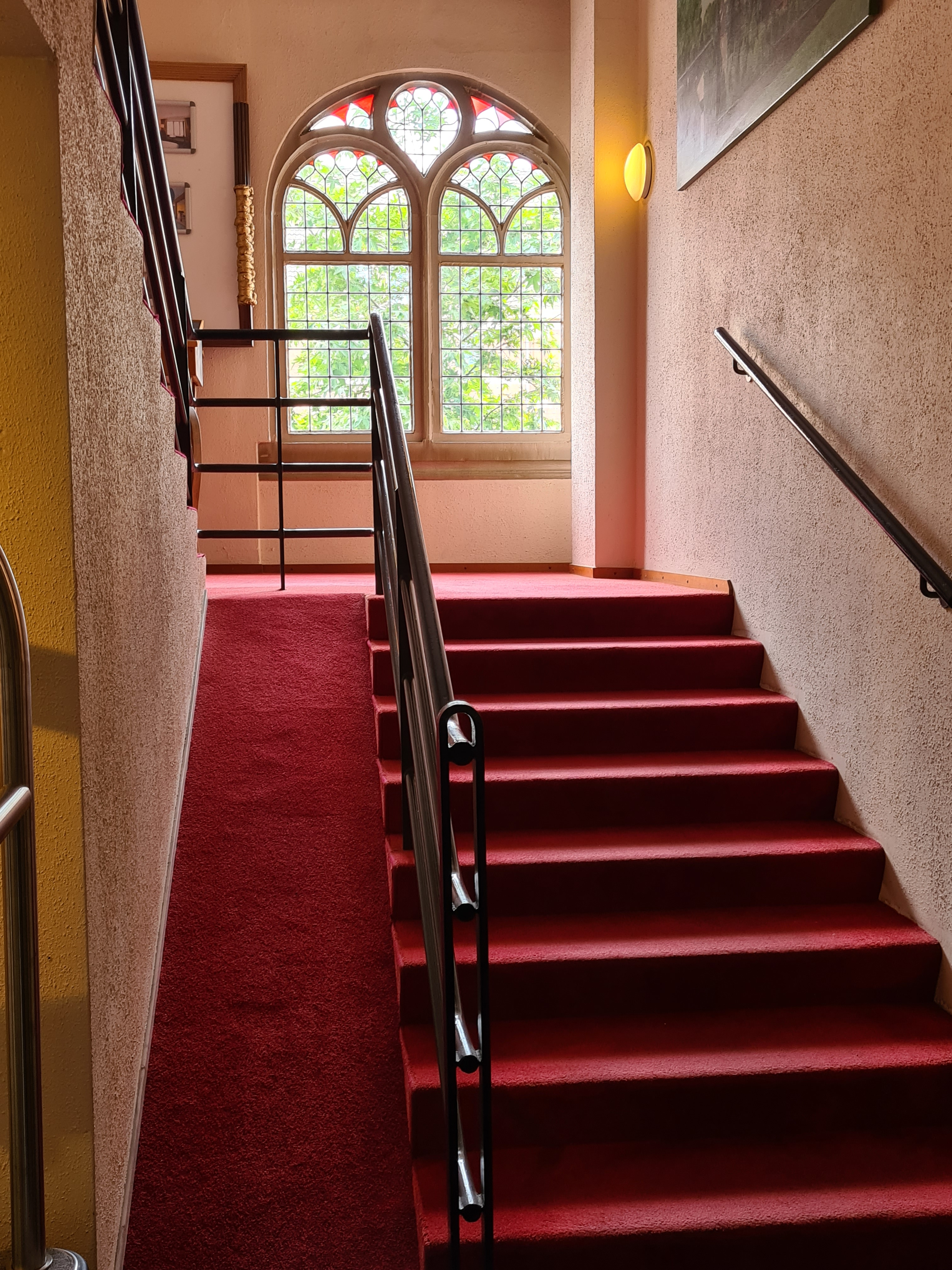
Trappenhuis ouder bouwdeel
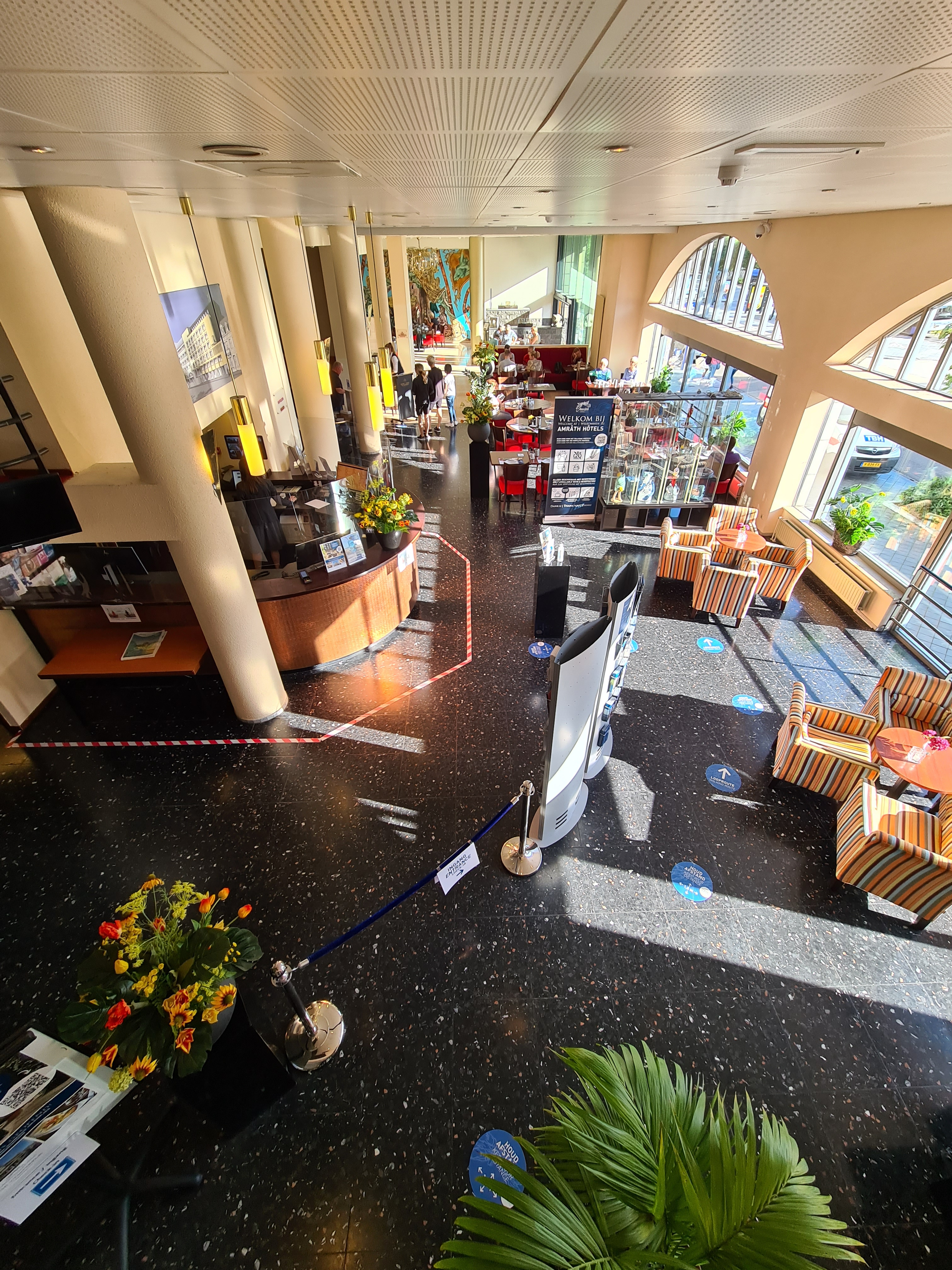
Lobby nieuwer bouwdeel